# 무역조정 지원조치
무역조정 지원조치(Trade Adjustment Assistance, TAA)는 자유무역으로 인해 발생하는 피해를 무역에 대한 규제를 통하여 막기 보다는 보상원칙에 따라 그 피해자나 피해계층이 시장개방에 대한 적응을 할 수 있도록 전직훈련, 전업지원 등을 경제적으로 지원하는 프로그램이다. 미국 연방 무역법에 관련 규정이 있다.